# Malacásios
Malacásios (em grego: Μαλακάσιοι; romaniz.: Malakásioi) foi uma tribo ou clã valaco que moveu-se da Albânia central à Grécia no século XIV.

## História
O imperador e historiador João VI Cantacuzeno, que relatou a chegada deles, chamou-os "albaneses", pois muito provavelmente vieram da planície de Malacastra entre Valona e Berati (na Albânia central), mas eram valacos. Vieram ao sul com as tribos búios e mesaritas no século XIV, e assentaram "em nenhuma cidade mas em locais inacessíveis" no centro dos Montes Pindo, entre a Tessália e Epiro. Segundo Alain Ducellier, deixaram devido a opressão social e convulsões. De 1367 a 1370, Janina, a capital de Tomás Preljubović esteve sob constante ataque e bloqueio dos clãs mazaracos e malacásios sob Pedro Loxa. Em 1411, Estêvão Buísavo, o líder do clã, submeteu-se a Carlos I Tocco, o novo líder de Janina, e foi nomeado protoestrator.